# Ronde van de Elzas

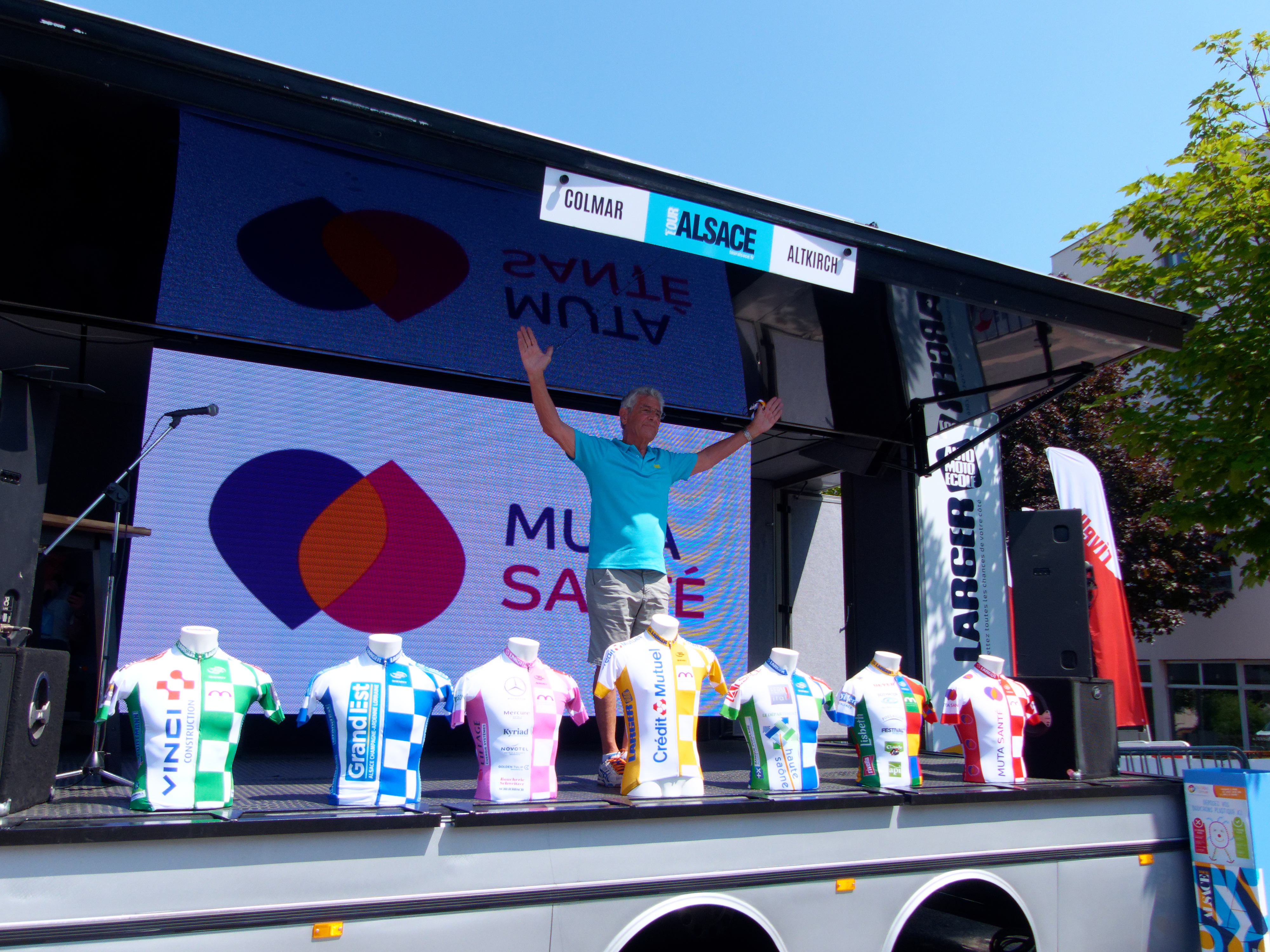
Voorstelling van de truien voor de verschillende klassementen (Altkirch, 2021

De Ronde van de Elzas (Frans: Tour Alsace) is een Franse wielerwedstrijd.
In de meeste gevallen vindt de ronde eind juli, begin augustus plaats en voert ze door de streek de Elzas in het Noordoosten van Frankrijk. Het aantal etappes groeide sinds de stichting van de wedstrijd in 2004 van drie naar zes inclusief een proloog. Sinds invoering ervan in 2005 is de zesdaagse rittenkoers onderdeel van de UCI Europe Tour, gecategoriseerd als 2.2-wedstrijd.

## Lijst van winnaars

### Overwinningen per land
| Overwinningen | Land                                      |
| ------------- | ----------------------------------------- |
| 5             | Frankrijk                                 |
| 4             | Duitsland                                 |
| 3             | Verenigd Koninkrijk                       |
| 2             | Australië, Spanje                         |
| 1             | Nederland, Rusland, Tsjechië, Zwitserland |